# Scapa Rock
Der Scapa Rock (englisch) ist ein Klippenfelsen im Archipel der Südlichen Orkneyinseln. Nördlich von Laurie Island liegt er zwischen Saddle Island und den Weddell-Inseln.
Wissenschaftler der britischen Discovery Investigations nahmen 1933 eine Kartierung des Felsens vor. Wissenschaftler vom Lamont-Doherty Earth Observatory betraten ihn im Rahmen des United States Antarctic Program erstmals am 26. Januar 1977. Benannt ist er nach dem Walfänger Scapa unter Kapitän Gustav Mathisen, der am 23. Januar 1928 vor der Küste von Laurie Island gesunken war; nur zwei von insgesamt 17 Besatzungsmitgliedern überlebten das Unglück.